# پل هاروی
پل هاروی (انگلیسی: Paul Harvey؛ ۴ سپتامبر ۱۹۱۸ – ۲۸ فوریهٔ ۲۰۰۹) یک مجری رادیو اهل ایالات متحده آمریکا بود.
وی همچنین برنده جوایزی همچون نشان افتخار آزادی رئیس‌جمهوری شده است.